# Los Arcos (Texas)
Pour l’article homonyme, voir Los Arcos.
Los Arcos est une census-designated place située dans le comté de Webb, dans l’État du Texas, aux États-Unis. Sa population s’élevait à 127 habitants lors du recensement de 2010.